# Harald Handfaste
Harald Handfaste är en svensk drama- och äventyrsfilm från 1946 i regi av Hampe Faustman. I huvudrollerna ses George Fant, Elsie Albiin och Georg Rydeberg.

## Handling
Filmen utspelar sig i Sverige under 1400-talet. Harald Handfaste kämpar mot de utländska fogdarnas förtryck och blir ledare för ett band stråtrövare som hjälper honom i kampen. Fogdarna gör allt de kan för att fånga Harald för att på så vis kunna visa folket vem som bestämmer. En fogde bestämmer sig till och med för att försöka gifta sig med Haralds älskade kvinna, Karin. När hon vägrar bestämmer sig fogden för att avrätta både Karin, hennes far och munken som hjälpt dem.

## Om filmen
Filmen premiärvisades annandag jul 1946. Inspelningen skedde med ateljéfilmning vid Suomen Filmiteollisuus i Helsingfors med exteriörscener från Sveaborg av Felix Forsman. Som förlaga har man den tecknade seriefiguren Harald Handfaste, som tecknades av Bovil medan äventyren författades av Arne Bornebusch. Som statister engagerades Helsingfors ridande poliskår. Filmen hade Stockholmspremiär den 13 januari 1947 på biograf Astoria vid Nybrogatan.
Harald Handfaste har visats i SVT, bland annat 2000, 2002, i september 2021 och i december 2023.

## Rollista i urval
- George Fant – Harald Didriksson, alias Harald Handfaste
- Georg Rydeberg – von Dotzen, utländsk fogde
- Elsie Albiin – Karin Eghilsdotter
- Thor Modéen – Björnram, smed
- Gunnar Olsson – Bosse Enöga, rövarhövding
- Tord Stål – pater Laurentius, munk
- Artur Rolén – Getaskalle, rövare
- Ragnar Falck – Vesslan
- Vera Valdor – von Dotzens dotter
- Gösta Gustafson – Eghil Sjunnesson, Karins far, bonde
- Hanny Schedin – Kersti, Karins mor
- Nils Hallberg – Tjuvaskata, rövare
- Bengt Eklund – fogdens hövitsman
- Olle Hilding – Haralds far
- Wiktor Andersson – fattig bonde vid bordet
- Gunn Wållgren – bondekvinna på fogdefesten

## Filmmusik i urval
- Karins visa, kompositör Jules Sylvain, text Karl-Ewert, framförs av okänd finlandssvensk sångare

## DVD
Filmen gavs ut på DVD 2004.